# Vijf epigrammen (Boedijn)
Vijf Epigrammen - naar de schoolmeester is een compositie voor harmonieorkest of fanfare van de Nederlandse componist Gerard Boedijn. Het is een van de meest bekende werken van Boedijn. De compositie is geïnspireerd door de gedichten van De Schoolmeester. 